# Bulat Tschagajew
Bulat Tschagajew (russisch Булат Чагаев) ist ein tschetschenischer Geschäftsmann. Bekannt ist er als früherer Hauptaktionär des Schweizer Fussballclubs Neuchâtel Xamax, den er 2012 in den Konkurs trieb.

## Leben
Tschagajew ist der Sohn eines früheren hohen KPdSU-Führers und  Schwiegersohn des letzten sowjetischen KPdSU-Vorsitzenden in Tschetschenien. Er erwarb sein Vermögen mit Rohstoff- und Immobilienfirmen. In Genf besass er vier Firmen, in Saint-Sulpice eine Villa. Tschagajew ist ein enger Freund des tschetschenischen Präsidenten Ramsan Kadyrow.
Tschagajew war Sponsor von Terek Grosny und verpflichtete Ruud Gullit als dessen Trainer. Im Mai 2011 kaufte er die Aktienmehrheit des Fussballclubs Neuchâtel Xamax, trotz Protesten von Fans und Kleinaktionären. Er besass 69,5 Prozent der Aktien. Innerhalb weniger Wochen entliess er den Torhüter Rodrigo Galatto, den Trainer François Ciccolini, den Sportdirektor Sonny Anderson, den Torhütertrainer Jean-Luc Ettori und den Teamarzt Roland Grossen. Die Entlassung des brasilianischen Spielers Carlão nahm er zurück.
Am 28. August 2011 wurde Tschagajew in den Verwaltungsrat von Neuchâtel Xamax gewählt und war seither dessen Präsident. Islam Satujew, ebenfalls Tschetschene, war sein Vertreter. Für die Wahl mussten die Statuten des Vereins geändert werden, die bis dahin vorsahen, dass dem zweiköpfigen Verwaltungsrat mindestens ein Schweizer angehören muss. In der Schweiz durfte sich Tschagajew jeweils drei Monate im Halbjahr aufhalten. Eine Arbeitsbewilligung verweigerte ihm der Kanton Neuenburg Ende November 2011, weil seine Tätigkeit als Clubpräsident keine Vollzeitbeschäftigung sei.
Der Swiss Football League entzog Neuchâtel Xamax am 18. Januar 2012 die Lizenz für die Axpo Super League, nachdem die Liga den Verein bei der eigenen Disziplinarkommission mehrfach wegen ausstehender Gehälter angezeigt hatte. Am 26. Januar 2012 wurde Tschagajew festgenommen und kam in Untersuchungshaft. Die Staatsanwaltschaft warf ihm ungetreue Geschäftsbesorgung vor. Am selben Tag hatte Xamax Neuchâtel Konkurs angemeldet. Nach dem Konkurs musste Neuchâtel Xamax aufgelöst werden, woraufhin im April 2012 als Auffangverein der Verein «Xamax 1912» neu gegründet wurde. Im selben Monat verlängerte die Staatsanwaltschaft Tschagajews Untersuchungshaft wegen Fluchtgefahr.
Tschagajew wurde am 25. Mai 2012 aus der Haft entlassen. Im Januar 2013 wurde seine Villa in Saint-Sulpice zwangsversteigert, drei Monate später verweigerte der Kanton Waadt die Verlängerung seines Visums. Somit hatte er keine Aufenthaltsbewilligung mehr und musste die Schweiz verlassen. Am 23. August 2016 begann in Neuchâtel der Prozess gegen ihn. Entgegen den Erwartungen war Tschagajew dabei anwesend, wobei er seine Unschuld beteuerte. Das Neuenburger Strafgericht verurteilte ihn am 6. Dezember 2016 wegen Misswirtschaft, ungetreuer Geschäftsführung, versuchten Betrugs und Urkundenfälschung zu einer teilbedingten Freiheitsstrafe von drei Jahren, wovon er die Hälfte im Gefängnis absitzen muss.